# William Primrose
William Primrose (ur. 23 sierpnia 1904 w Glasgow, zm. 1 maja 1982 w Provo w stanie Utah) – amerykański altowiolista pochodzenia szkockiego.

## Życiorys
Uczył się gry na skrzypcach w Glasgow u Camillo Rittera, następnie uczęszczał do Guildhall School of Music w Londynie. Po raz pierwszy wystąpił publicznie w 1923 roku w londyńskiej The Queen’s Hall. W latach 1925–1927 przebywał w Belgii, gdzie studiował u Eugène’a Ysaÿe’a, za namową którego porzucił skrzypce i zaczął grać na altówce. Od 1930 do 1935 roku był członkiem London String Quartet, z którym odbył liczne tournées koncertowe. W 1937 roku wyjechał do Stanów Zjednoczonych, gdzie do 1942 roku występował wspólnie z NBC Symphony Orchestra pod batutą Arturo Toscaniniego. Od 1939 roku prowadził własny kwartet smyczkowy. W 1955 roku otrzymał amerykańskie obywatelstwo. W latach 1954–1962 był altowiolistą Festival Quartet. Występował wspólnie z Jaschą Heifetzem, Arturem Rubinsteinem i Grigorijem Piatigorskim.
Był wykładowcą Curtis Institute of Music w Filadelfii (1942–1951), University of Southern California w Los Angeles (1962–1965), Indiana University w Bloomington (1965–1972) i Brigham Young University w Provo (1979–1982). W 1972 roku prowadził także zajęcia na Tokijskim Uniwersytecie Sztuki.
Dokonał prawykonań wielu kompozycji na altówkę pisanych przez współczesnych mu kompozytorów. Z myślą o Primrosie pisali utwory m.in. Benjamin Britten (Lachrymae na altówkę i fortepian, 1950) i Iain Hamilton (Sonata altówkowa, 1951), dedykowali mu swoje koncerty altówkowe Peter Racine Fricker (1952), Edmund Rubbra (1952), Karl Amadeus Hartmann (1953) i Darius Milhaud (1954). Primrose zamówił u Béli Bartóka koncert altówkowy, który z powodu śmierci kompozytora nie został jednak ukończony. Szkic partytury został przekazany Tiborowi Serlyemu, który uzupełnił brakujące części. Primrose dokonał prawykonania całości utworu wraz z Minneapolis Symphony Orchestra w grudniu 1949 roku.
Opublikował prace A Method for Violin and Viola Players (1960) i Technique in Memory (1963), a także autobiografię pt. Walk on the North Side (1978). Odznaczony został Orderem Imperium Brytyjskiego w stopniu komandora (1953). Dokonał licznych nagrań płytowych, w tym dzieł J.S. Bacha, G.F. Händla oraz kompozytorów XIX- i XX-wiecznych.
Grał na zabytkowych instrumentach: altówkach Amatiego z 1600 roku, Andrei Guarneriego z 1697 roku oraz „MacDonald” (1700) i „Gibson” (1734) Stradivariego.